# Награда
Награда е нещо, което се дава на отделно лице или група от хора като признание за високи постижения в дадена област.
Наградите представляват трофеи, титли, сертификати, възпоменателни плаки, почетни грамоти, медали, ордени, значки и други. Наградата може да бъде и парична, дадена на получателя, например, Нобеловата награда или наградата Пулицър за литературни постижения. Наградата може просто да бъде публично признание за високи постижения, без никаква материална част.
Съществуват обаче и изключения като някои етикети за качество, които се присъждат не на отделно лице или на група от хора, а на продукти. Такъв е случаят със Селекциите за Качество, организирани от Монд Селексион. Тези международни награди се присъждат на напитки, хранителни, козметични или диабетични продукти, които се отличават по нивото си на качество.
Синоними на награда могат да бъдат приз, премия.